# Lijst van NMBS-zones
Onder een zone verstaat de NMBS een geheel van stations of stopplaatsen gegroepeerd in één tarifair punt. Het is mogelijk een treinkaart of -biljet hiervoor aan te maken.
Bij een reis van of naar die zone, mag van of naar elk station binnen die zone gereisd worden. Bovendien mag bij een standaardbiljet de hele dag onbeperkt tussen stations binnen die zone gereisd worden.
Dit geldt echter niet meer voor internationale tickets vanaf 15 december 2024.
Als het vertrek- en aankomststation beide dezelfde zone zijn, mag er dus de hele dag onbeperkt gereisd worden binnen die zone met een standaardbiljet enkele reis (heen- en terugbiljet niet nodig). Er mag echter niet gereisd worden via een station buiten de zone, behalve als de dienstregeling zo is, dat dit de enige reismogelijkheid is (bijvoorbeeld in de weekends). Omgekeerd geldt de regel dat het aankomst- of vertrekstation niet voorbijgereisd mag worden niet binnen een zone. Voor sommige ticketten gelden beperkende regels, zoals voor multi-kaarten waarvoor het station van bestemming of vertrek expliciet moet worden aangegeven.
Bovendien zijn er in Brussel, Luik en Charleroi stadsabonnementen te koop, die geldig zijn in de agglomeratie; voor Luik en Charleroi zijn er meer stations binnen de agglomeratie dan in de zone.

## Lijst van zones
| Zone        | Stations |
| ----------- | --- |
| Aalst       | Aalst, Aalst-Kerrebroek, Erembodegem |
| Antwerpen   | Antwerpen-Berchem, Antwerpen-Centraal, Antwerpen-Luchtbal, Antwerpen-Noorderdokken, Antwerpen-Zuid |
| Bergen      | Bergen, Nimy |
| Brugge      | Brugge, Brugge-Sint-Pieters |
| Brussel     | Anderlecht, Arcaden, Bockstael, Bosvoorde, Boondaal, Bordet, Brussel-Centraal, Brussel-Congres, Brussel-Kapellekerk, Brussel-Luxemburg, Brussel-Noord, Brussel-Schuman, Brussel-West, Brussel-Zuid, Delta, Diesdelle, Etterbeek, Evere, Haren, Haren-Zuid, Jette, Meiser, Merode, Moensberg, Mouterij, Schaarbeek, Simonis, Sint-Agatha-Berchem, Sint-Job, Thurn en Taxis, Ukkel-Kalevoet, Ukkel-Stalle, Vorst-Oost, Vorst-Zuid, Watermaal |
| Charleroi   | Charleroi-Centraal, Charleroi-West, Couillet, Lodelinsart, Marchienne-au-Pont, Marchienne-Zône |
| Denderleeuw | Denderleeuw, Iddergem, Welle |
| Dendermonde | Dendermonde, Sint-Gillis |
| Gent        | Drongen, Gentbrugge, Gent-Dampoort, Gent-Sint-Pieters, Wondelgem |
| Halle       | Buizingen, Halle, Lembeek |
| Hasselt     | Hasselt, Kiewit |
| Hoei        | Hoei, Statte |
| Knokke      | Duinbergen, Heist, Knokke |
| La Louvière | Bracquegnies, La Louvière-Centrum, La Louvière-Zuid |
| Leuven      | Heverlee, Leuven |
| Luik        | Angleur, Bressoux, Chênée, Luik-Carré, Luik-Guillemins, Luik-Sint-Lambertus, Sclessin |
| Marche      | Aye, Marche-en-Famenne, Marloie |
| Mechelen    | Mechelen, Mechelen-Nekkerspoel |
| Moeskroen   | Herzeeuw, Moeskroen |
| Namen       | Flawinne, Jambes, Jambes-Oost, Namen, Ronet |
| Verviers    | Verviers-Centraal, Verviers-Paleis |

## Uitzonderingen
MortselDaarnaast gelden de stations Mortsel, Mortsel-Liersesteenweg en Mortsel-Oude God inwisselbaar als vertrek- of aankomststation, maar mag er niet gratis tussen die stations gereisd worden.
CharleroiStations Châtelet en  Roux horen niet tot de zone Charleroi, maar wel tot de agglomeratie.
LuikStations Ans, Flémalle-Grande, Flémalle-Haute, Herstal, Jemeppe-sur-Meuse, Leman, Liers, Milmort, Pont-de-Seraing,  Tilff en Trooz horen niet tot de zone Luik, maar wel tot de agglomeratie.